# Préchac, Gironde
Préchac är en kommun i departementet Gironde i regionen Nouvelle-Aquitaine i sydvästra Frankrike. Kommunen ligger i kantonen Villandraut som tillhör arrondissementet Langon. År 2022 hade Préchac 1 059 invånare.

## Befolkningsutveckling
Antalet invånare i kommunen Préchac
Referens:INSEE